# شيكتو ماسودا
شيكتو ماسودا (باليابانية: 増田 繁人) (11 يونيو 1992 في كاماغايا في اليابان – )؛ هو لاعب كرة قدم ياباني سابق كان يلعب كمدافع.

## وصلات خارجية
- شيكتو ماسودا على موقع رابطة كرة القدم اليابانية للمحترفين (اليابانية)
- شيكتو ماسودا على موقع قاعدة بيانات كرة القدم.إي يو (الإنجليزية)
- شيكتو ماسودا على موقع Soccerway.com (الإنجليزية)
- شيكتو ماسودا على موقع عالم كرة القدم.نت (الإنجليزية)
- شيكتو ماسودا على موقع كووورة